# Данъчна ревизия
Данъчната ревизия е съвкупност от действия на органите по приходите насочени към установяване на задължения за данъци и осигуровки. Те имат установителен характер. Продукт на данъчни ревизии са отделни елементи на данъчното облагане и преди всичко формирането на данъчната основа, точното определяне на дължимия данък, спазване на сроковете, правомерността на някои видове разходи. Предмет е още доколко е възстановен данъчния кредит.
Целите на данъчната ревизия се осъществяват чрез проверка, доколко законосъобразно и достоверно е счетоводното отразяване на приходите и разходите на конкретното лице. Чрез данъчните ревизии се установяват извършени нарушения на закона и се съставят актове, влизащи в компетенцията на данъчните органи.
Освен чрез данъчни ревизии доказателства със значение за данъчното облагане се събират и чрез данъчни проверки.
Данъчните ревизии се възлагат от Изпълнителния директор на НАП или от негов заместник за всички данъчни субекти в страната, за всички техни задължения. Възлага се още от Териториалния директор за обекти на съответната територия. С акта на възлагане се определя конкретния субект, ревизионния орган, срока на ревизията, ревизионния период. Акта за възлагане има необжалваем характер. Срока за извършване е до 2 месеца от датата на започването. Ако е недостатъчен може да бъде удължен с нова заповед за 2 месеца. Ако и той е недостатъчен, поради фактическа сложност на обекта, може да бъде удължен не повече от 3 години с нова заповед и мотиви на ревизионния орган. Ревизираното лице е длъжно да осигури подходящо място за извършване на ревизията. При невъзможност това може да стане в териториалната агенция.
След приключване на ревизията в срок до 30 дни изисканите документи се връщат на ревизирания. Документите, на основата на които се извършва данъчната ревизия са: справки, декларации, официални и частни документи, ако са подписани. Използват се още писмени обяснения на данъчния субект, експертизи, свидетелски показания, протоколи за действия на данъчните органи и други. Съществува разпоредби, според които никой няма право да откаже да даде писмени обяснения на данъчните органи. Това не се отнася за роднини, свещенослужители, лица, които по закон са задължени да пазят тайна.

## Класификация
Данъчните ревизии се класифицират по различен критерий:

### Според обхвата
- Пълни – при тях се обхващат всички обекти на данъчното облагане, за конкретния данъчен субект. Ревизира се облагането с всички видове данъци. Пълните данъчни ревизии имат най-голям относителен дял от време. Средната им продължителност е 2-3 месеца. Често ревизиите се удължават, когато има основание за това или се ревизират много подразделения на големи организации.
- Частични – имат тематичен характер. Обхващат само отделни видове данъчни закони. Обект може да бъде отделен елемент на някой конкретен данък. По времетраене са значително по-кратки.

### Планови и извънпланови
- Планови – извършват се поименно като за тази цел се планират по данъчни субекти и по време на извършване. Обикновено плановите ревизии са пълните данъчни ревизии.

- Извънпланови – извършват се по поръчка на органите на данъчната власт, спешно, текущо, без да се включва в годишния списък на данъчните субекти, подлежащи на ревизиране.

### Според честотата
- Регулярни – това на пълните данъчни ревизии. На такива ревизии се подлагат групата на големите данъкоплатци – с оборот в повечето случаи над 10 млн. лв.
- Нерегулярни – ревизират се средните данъкоплатци – веднъж на 3 години и малките данъкоплатци – веднъж на 4 години.

Подбора на данъчните субекти с определена честота е от решаващо значение за ефективността на данъчния контрол. Увеличената честота на ревизиите на първата група има най-голям ефект. При тях се постигат най-големи постъпления. При третата група ревизиите са с най-малък ефект. Много често разходите надвишават установените приходи.

## Данъчни проверки
С тях се установяват факти и обстоятелства, които има значение за данъчното задължение на дадено лице. Особеното в случая е, че при данъчните проверки не се определя данъчното задължение. Проверката се извършва без да е необходимо писмено възлагане. Съставя се протокол.